# Si yo fuera mujer
«Si yo fuera mujer» es una canción interpretada por el cantautor y autor español de rock/pop Patxi Andión, que fue publicada en su undécimo álbum de estudio titulado El balcón abierto (1986), fue lanzada como sencillo principal en el mes de abril de ese mismo año bajo su discográfica PM Récords en España después por CMI en México

## Antecedentes
La canción fue escrita originalmente en italiano por el compositor Andrea Mingardi, y la letra representa un movimiento feminista que lucha y enaltece a la mujer ante una sociedad machista y llena de obstáculos para su propio género. El sencillo fue tan popular tanto en España como en México.[cita requerida]

## Versiones
- La Quinta Estación, cover de la banda para su álbum de estudio Flores de alquiler (2004)[6]
- Aleks Syntek, cover para su álbum tributo Trasatlántico (2017)[7]

## Lista de canciones

### CD - Promo[8]
| Si yo fuera mujer (Se fossi una dona) — Single |                                          |          |  |
| N.º                                            | Título                                   | Duración |  |
| 1.                                             | «Si yo fuera mujer (Se fossi una donna)» | 4:45     |  |
| 2.                                             | «Palabrita de niño»                      | 4:41     |  |

## Posiciones en las listas
| Listas (1990)                               | Posición |
| ------------------------------------------- | -------- |
| Estados Unidos Billboard Rock Latin Airplay | 4        |

## Nominaciones
| Año  | Publicación       | País | Lista                               | Puesto |
| ---- | ----------------- | ---- | ----------------------------------- | ------ |
| 2007 | VH1 Latinoamérica | EUA  | 100 grandiosas canciones de los 80s | 93°    |